# Glossotrophia alfierii
Glossotrophia alfierii là một loài bướm đêm trong họ Geometridae.